# Quan hệ Ấn Độ – Sri Lanka

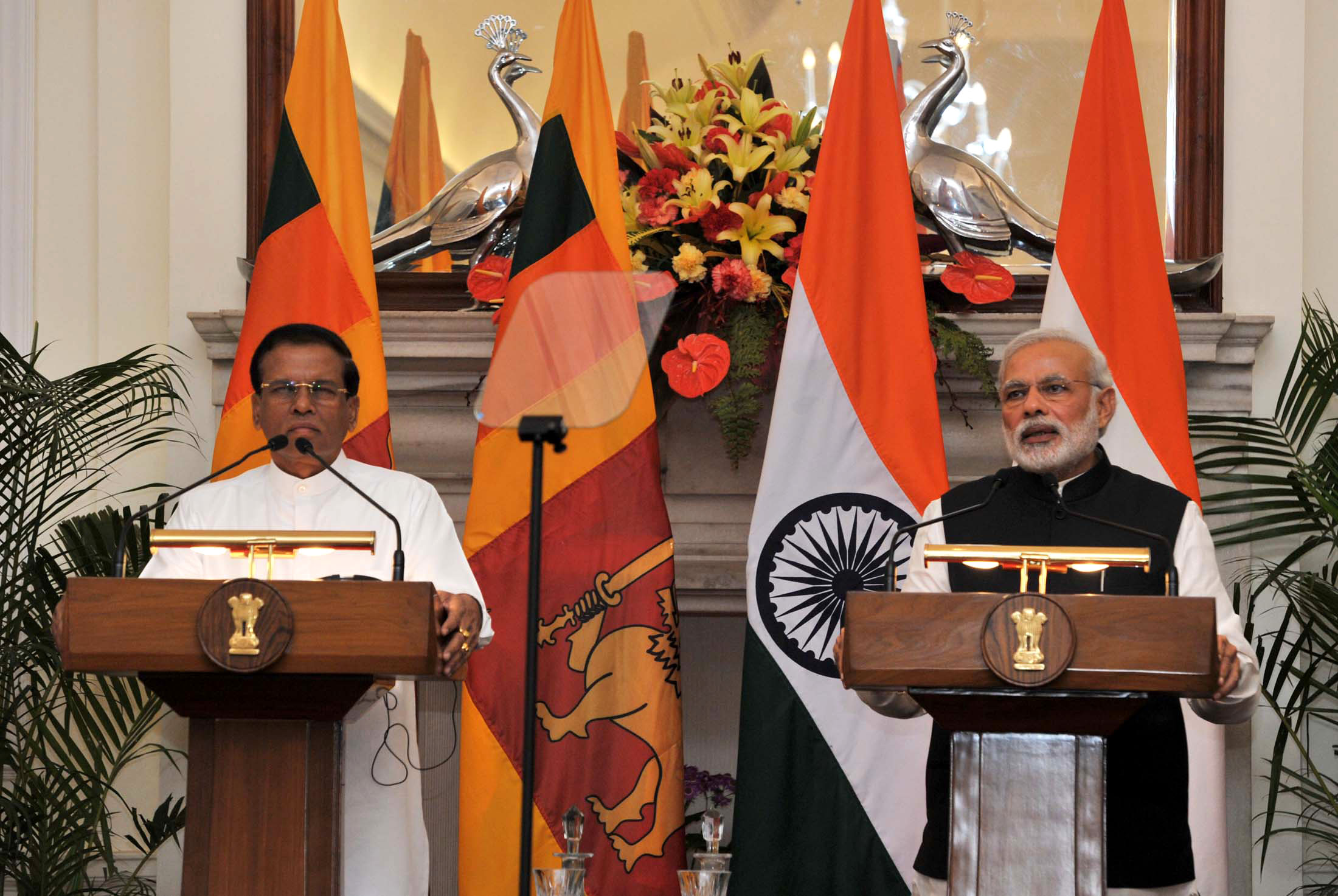
Tổng thống Maithripala Sirisena với Thủ tướng Narendra Modi

Quan hệ Ấn Độ – Sri Lanka dù rất thân thiện nhưng đã bị ảnh hưởng và gây tranh cãi bởi cuộc nội chiến Sri Lanka và thất bại của sự can thiệp của Ấn Độ trong chiến tranh. Ấn Độ là nước láng giềng duy nhất của Sri Lanka, cách nhau bởi eo biển Palk; cả hai quốc gia đều chiếm một vị trí chiến lược ở Nam Á và đã tìm cách xây dựng một chiếc ô an ninh chung ở Ấn Độ Dương. Trong lịch sử và văn hóa, hai quốc gia đã gần gũi đáng kể, với 70% người Sri Lanka tiếp tục theo Phật giáo Theravada ngày nay.
Cả Ấn Độ và Sri Lanka đều là những nước cộng hòa trong Khối thịnh vượng chung.
Trong những năm gần đây, Sri Lanka đã tiến gần hơn tới Trung Quốc, đặc biệt là về các thỏa thuận hải quân. Ấn Độ đã ký một thỏa thuận năng lượng hạt nhân để cải thiện quan hệ. Ấn Độ đã thực hiện hiệp ước năng lượng hạt nhân với Sri Lanka vào năm 2015.

## Lịch sử

### Lịch sử ban đầu

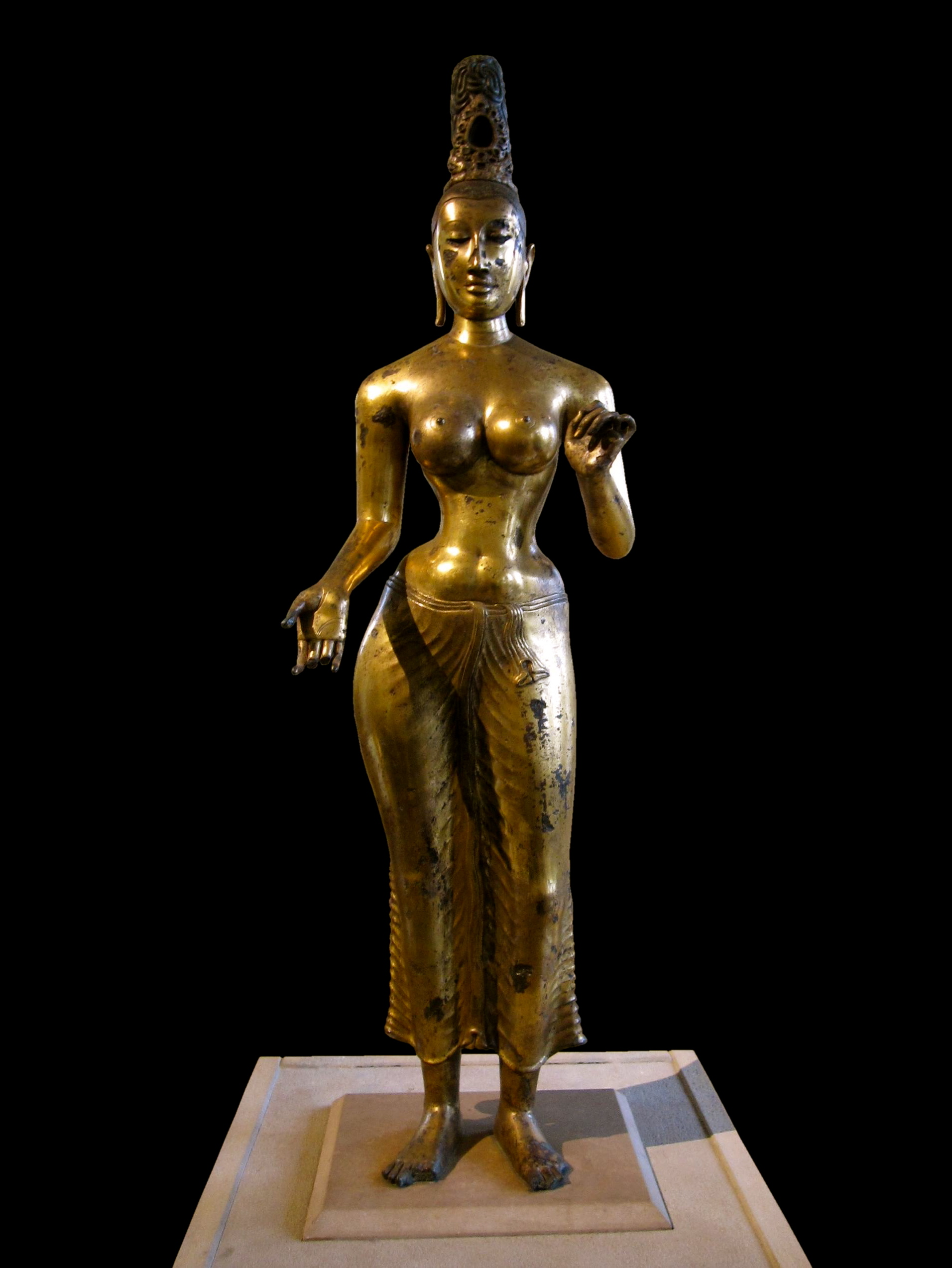
Bức tượng đồng mạ vàng của Đức Bồ Tát Tara, từ thời Anuradhapura (thế kỷ thứ VIII)

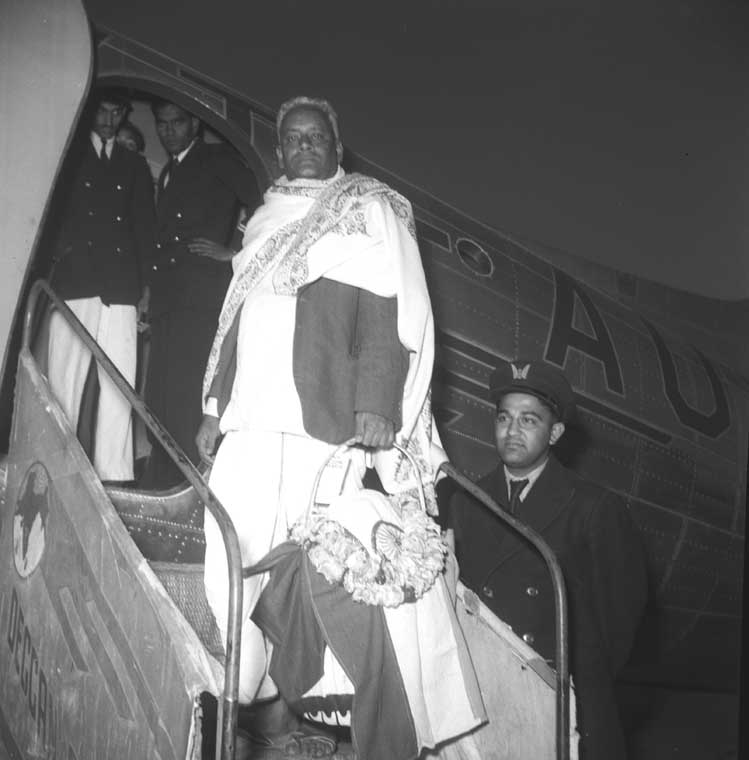
V.S. Swami Nathan của Bộ Ngoại giao, chụp ảnh tại sân bay Safdarjung, lấy tro của Mahatma Gandhi cho Ceylon

Theo các biên niên sử truyền thống của Sri Lanka (như Dipavamsa), Phật giáo được giới thiệu vào Sri Lanka vào thế kỷ thứ IV TCN của Thượng tọa Mahinda, con trai của Hoàng đế Ấn Độ Ashoka, dưới triều đại Vua Devanampiya Tissa của Sri Lanka. Trong thời gian này, một cây non của cây bồ đề đã được đưa đến Sri Lanka và các tu viện đầu tiên và tượng đài Phật giáo được thành lập. Trong số này, Isurumuni-vihaara và Vessagiri-vihaara vẫn là những trung tâm thờ phượng quan trọng. Ông cũng được ghi nhận với việc xây dựng Pathamaka-cetiya, Jambukola-vihaara và Hatthaalhaka-vihaara, và nhà máy lọc dầu. Các Pali Canon, trước đây đã được bảo tồn như một truyền thống bằng miệng, lần đầu tiên cam kết viết ở Sri Lanka khoảng 30 TCN.
Sri Lanka có lịch sử lâu đời nhất của Phật giáo của bất kỳ quốc gia Phật giáo nào, với Tăng đoàn đã tồn tại trong một dòng truyền thừa không bị gián đoạn kể từ khi được giới thiệu vào thế kỷ thứ IV. Trong các giai đoạn suy tàn, dòng truyền thừa tu viện Sri Lanka đã được hồi sinh thông qua sự tiếp xúc với Myanmar và Thái Lan. Những thời kỳ của Mahayana ảnh hưởng, cũng như bỏ bê chính thức dưới sự cai trị của thực dân, tạo ra những thách thức lớn cho các tổ chức Phật giáo Theravada ở Sri Lanka, nhưng những cuộc phục hưng và hồi sinh - gần đây nhất trong thế kỷ XIX đã giữ truyền thống Theravada tồn tại trong hơn 2.600 năm. Đối với hầu hết Tamils ở Sri Lanka, tổ tiên của họ đến từ Ấn Độ.

### Sự can thiệp của Ấn Độ trong cuộc nội chiến Sri Lanka
Trong thập niên 1970-1980, các thực thể và yếu tố tư nhân trong Cánh Nghiên cứu và Phân tích và chính quyền bang Tamil Nadu được cho là khuyến khích tài trợ và đào tạo cho Hổ Giải phóng Tamil Eelam, một lực lượng nổi loạn ly khai. Năm 1987, đối mặt với sự giận dữ ngày càng tăng giữa Tamils của chính mình, và lũ lụt của những người tị nạn, Ấn Độ can thiệp trực tiếp vào cuộc xung đột lần đầu tiên sau khi chính phủ Sri Lanka tìm cách giành lại quyền kiểm soát khu vực phía bắc Jaffna. của một cuộc phong tỏa kinh tế và các cuộc tấn công quân sự, Ấn Độ cung cấp lương thực và thuốc men bằng đường hàng không và đường biển. Sau các cuộc đàm phán tiếp theo, Ấn Độ và Sri Lanka đã ký kết thỏa thuận / sửa đổi lần thứ 13. Hòa ước hòa bình được giao một mức độ tự trị khu vực nhất định trong khu vực Tamil với Mặt trận Giải phóng Cách mạng Nhân dân Êlam (EPRLF) kiểm soát hội đồng khu vực và kêu gọi các nhóm dân quân Tamil nằm xuống. Ấn Độ tiếp tục gửi một lực lượng gìn giữ hòa bình, đặt tên IPKF cho Sri Lanka để thực thi giải trừ vũ khí và xem xét hội đồng khu vực.
Theo Rejaul Karim Laskar, một học giả về chính sách đối ngoại của Ấn Độ, sự can thiệp của Ấn Độ vào cuộc nội chiến ở Sri Lanka đã trở thành không thể tránh khỏi khi cuộc nội chiến đe dọa "sự thống nhất, lợi ích quốc gia và toàn vẹn lãnh thổ của Ấn Độ". Theo Laskar. Cách khác: Mặt khác, quyền lực bên ngoài có thể lợi dụng tình hình để thành lập căn cứ của họ ở Sri Lanka, đe dọa Ấn Độ, mặt khác giấc mơ của LTTE về một triều đại Tamil Eelam bao gồm tất cả các khu vực bị ức chế Tamil (của Sri Lanka và Ấn Độ) đặt ra một mối đe dọa đối với tính toàn vẹn lãnh thổ của Ấn Độ.
Mặc dù hiệp ước đã được ký kết giữa chính phủ Sri Lanka và Ấn Độ, với Hổ Tamil và các nhóm dân quân Tamil khác không có vai trò trong việc ký kết hiệp định, hầu hết các nhóm dân quân Tamil chấp nhận thỏa thuận này, LTTE đã từ chối thỏa thuận này vì họ phản đối ứng cử viên, người thuộc về một nhóm chiến binh khác tên là Eelam Peoples Revolutionary Frontation Frontation (EPRLF), là giám đốc hành chính của các tỉnh miền Bắc và miền Đông. Thay vào đó, LTTE đã đặt tên cho ba ứng cử viên khác cho vị trí này. Các ứng cử viên do LTTE đề xuất đã bị Ấn Độ từ chối. LTTE sau đó từ chối giao vũ khí cho IPKF. 
Kết quả là LTTE đã tự mình tham gia vào cuộc xung đột quân sự với quân đội Ấn Độ, và phát động cuộc tấn công đầu tiên vào một chiếc xe tải quân đội Ấn Độ vào ngày 8 tháng 10, giết chết 5 người chỉ huy Ấn Độ. Chính phủ Ấn Độ sau đó quyết định rằng IPKF nên giải giáp LTTE bằng vũ lực, [14] và Quân đội Ấn Độ đã đưa ra một số cuộc tấn công vào LTTE, bao gồm một chiến dịch kéo dài một tháng được gọi là Chiến dịch Pawan để giành quyền kiểm soát bán đảo Jaffna từ LTTE. Khi IPKF tham gia LTTE, tổng thống sau đó của Sri Lanka, Ranasinghe Premadasa, bắt đầu hỗ trợ LTTE và tài trợ LTTE bằng vũ khí. [8] Trong chiến tranh với LTTE, IPKF cũng bị cáo buộc đã vi phạm nhân quyền chống lại dân thường. Đáng chú ý, IPKF đã bị cáo buộc đã gây ra vụ thảm sát bệnh viện Jaffna, là vụ giết hại hơn 70 thường dân bao gồm bệnh nhân, bác sĩ và y tá. Sự tàn nhẫn của chiến dịch này, và các hoạt động chống LTTE của quân đội Ấn Độ tiếp theo đã khiến nó vô cùng không được ưa chuộng trong nhiều Tamils ở Sri Lanka. Cuộc xung đột giữa LTTE và quân đội Ấn Độ đã khiến hơn 1.000 binh lính Ấn Độ chết.
Hiệp định Indo-Sri Lanka, vốn không được người Sri Lanka ưa chuộng vì đã tạo cho Ấn Độ một ảnh hưởng lớn, giờ trở thành nguồn gốc của sự tức giận và oán giận của dân tộc khi IPKF được rút ra hoàn toàn vào cuộc xung đột. Sri Lanka phản đối sự hiện diện của IPKF, và tổng thống Sri Lanka Ranasinghe Premadasa mới được yêu cầu rút quân, được hoàn thành vào tháng 3 năm 1990. vào ngày 21 tháng 5 năm 1991, Rajiv Gandhi bị ám sát và LTTE bị cáo buộc là thủ phạm. Kết quả là, Ấn Độ tuyên bố LTTE là một bộ trang phục khủng bố vào năm 1992. Quan hệ song phương được cải thiện vào những năm 1990 và Ấn Độ ủng hộ quá trình hòa bình nhưng đã phản đối các cuộc gọi để tham gia trở lại. Ấn Độ cũng cảnh giác và chỉ trích sự can thiệp quân sự rộng lớn của Pakistan vào cuộc xung đột, cáo buộc việc cung cấp vũ khí gây chết người và khuyến khích Sri Lanka theo đuổi hành động quân sự hơn là đàm phán hòa bình để chấm dứt cuộc nội chiến.

## Thương mại và vận tải

### Quan hệ thương mại
Ấn Độ và Sri Lanka là các quốc gia thành viên của một số tổ chức khu vực và đa phương như Hiệp hội Hợp tác khu vực Nam Á (SAARC), Chương trình hợp tác môi trường Nam Á, Liên minh kinh tế Nam Á và BIMSTEC, làm việc để tăng cường quan hệ văn hóa và thương mại. Kể từ khi hiệp định thương mại tự do song phương được ký kết và có hiệu lực vào năm 2000, thương mại Indo-Sri Lanka đã tăng 128% vào năm 2004 và tăng gấp bốn lần vào năm 2006, đạt 2,6 tỷ USD. Từ năm 2000 đến 2004, xuất khẩu của Ấn Độ sang Sri Lanka trong bốn năm qua tăng 113%, từ 618 triệu USD lên 1.319 triệu USD trong khi xuất khẩu của Sri Lanka sang Ấn Độ tăng 342%, từ 44 triệu USD lên 194 triệu USD. Xuất khẩu của Ấn Độ chiếm 14% tổng nhập khẩu toàn cầu của Sri Lanka. Ấn Độ cũng là điểm đến xuất khẩu lớn thứ năm đối với hàng hóa Sri Lanka, chiếm 3,6% tổng xuất khẩu. Cả hai quốc gia cũng là những nước ký kết Hiệp định Thương mại Tự do Nam Á (SAFTA). Các cuộc đàm phán cũng đang được tiến hành để mở rộng hiệp định thương mại tự do nhằm thúc đẩy quan hệ thương mại mạnh mẽ hơn và tăng cường đầu tư và liên doanh của công ty trong các ngành công nghiệp khác nhau. Năm 2010 được dự đoán là năm tốt nhất cho thương mại song phương được ghi nhận, với xuất khẩu của Sri Lanka sang Ấn Độ tăng 45% trong bảy tháng đầu năm 
Tập đoàn Nhiệt điện Quốc gia Ấn Độ (NTPC) cũng dự kiến xây dựng một nhà máy nhiệt điện 500 MW tại Sampoor (Sampur). NTPC tuyên bố rằng kế hoạch này sẽ đưa mối quan hệ Ấn-Sri Lanka lên tầm cao mới.

### Tranh chấp về đánh cá
Đã có một số vụ cáo buộc nhân viên Hải quân Sri Lanka bắn vào ngư dân đánh bắt cá Ấn Độ ở eo biển Palk, nơi Ấn Độ và Sri Lanka chỉ cách nhau 12 hải lý. Vấn đề là do ngư dân Ấn Độ sử dụng các tàu đánh cá cơ giới làm mất đi ngư dân Sri Lanka bao gồm cả Tamils của họ bắt và cũng làm hỏng thuyền đánh cá của họ. Chính phủ Sri Lanka muốn Ấn Độ cấm sử dụng các tàu đánh cá cơ giới trong vùng eo biển Palk và các cuộc đàm phán trên cùng đang diễn ra. Cho đến nay chưa có thỏa thuận cụ thể nào kể từ khi Ấn Độ ủng hộ việc điều chỉnh các tàu đánh cá này thay vì cấm chúng hoàn toàn. Sự tức giận dữa phe Sri Lanka cũng là do việc sử dụng các tàu đánh cá cơ giới gây thiệt hại về mặt sinh thái. Hiện tại, không có ngư dân Ấn Độ nào trong trại giam Sri Lanka. Một nhóm công tác chung (JWG) đã được thành lập để giải quyết các vấn đề liên quan đến ngư dân Ấn Độ đi lạc ở vùng lãnh hải Sri Lanka, xây dựng các phương thức phòng ngừa sử dụng vũ lực và thả tàu thuyền bị tịch thu sớm và khám phá khả năng làm việc theo hướng sắp xếp song phương cho việc đánh cá được cấp phép. JWG gặp nhau lần cuối vào tháng 1 năm 2006.
Ấn Độ chính thức phản đối chống lại Hải quân Sri Lanka vì bị cáo buộc tham gia vào các cuộc tấn công vào ngư dân Ấn Độ vào ngày 12 tháng 1 năm 2011. Ngay cả sau khi cuộc biểu tình chính thức, một ngư dân khác đã bị giết một cách dã man vào ngày 22 tháng 1 năm 2011. [26] Hơn 730 ngư dân đã bị giết trong 30 năm qua. Thái độ thờ ơ của chính phủ Ấn Độ và các phương tiện truyền thông quốc gia đối với việc giết hại ngư dân Tamil Nadu của Hải quân Sri Lanka đang bị lên án mạnh mẽ. Một số chính trị gia Tamil Nadu như Vaiko và Jayalalitha đã lên án chính phủ liên bang vì không làm đủ để ngăn chặn việc giết hại các ngư dân Tamil Ấn Độ, và cung cấp đào tạo, trang thiết bị và hợp tác chiến lược cho Hải quân Sri Lanka. Katchi Điều phối viên Seeman (chính trị gia) bị bắt dưới sự kiện an ninh quốc gia cho tuyên bố của ông rằng ông sẽ tấn công các học sinh srilankan nếu việc giết ngư dân tamil tiếp tục bởi hải quân srilankan. Sau đó, ông đã được tha bổng về các cáo buộc và được miễn phí bởi tòa án cấp cao Madras.. Vào tháng 11 năm 2014, Sri Lanka đã ra lệnh trừng phạt vốn cho ngư dân Ấn Độ bị cáo buộc tham gia vào việc cung cấp thuốc hoặc các loại buôn lậu khác. Các nhà hoạt động từ Ấn Độ tiếp cận chính phủ Sri Lanka thông qua một kháng cáo, nơi họ tuyên bố cần tăng cường hợp tác khu vực Nam Á cho tất cả các vấn đề như vậy. Nó đã được kháng cáo rằng mặc dù tội phạm của bất kỳ loại nào phải bị trừng phạt, nhưng hình phạt vốn phải được thu hồi trong trường hợp này và nói chung từ khắp nơi trên Nam Á. Thủ tướng Sri Lanka Ranil Winckramsinghe trong một cuộc phỏng vấn với một kênh truyền hình vào tháng 3 năm 2015 nói với 'nếu ngư dân Ấn Độ sẽ vượt qua ranh giới biển, hải quân Sri Lanka có thể bắn họ.' Nhận xét này đã gây ra nhiều tranh cãi về quan hệ Sri Lanka - Ấn Độ. Bộ trưởng Ngoại giao Ấn Độ nêu vấn đề này khi gặp người đồng cấp ở Sri Lanka, nhưng tuyên bố của Thủ tướng Sri Lanka bị các nhà hoạt động dân quyền lên án, thậm chí cả những lá thư mở được viết cho các Thủ tướng Sri Lanka và Ấn Độ để giải quyết tranh chấp và xin lỗi. cho các tuyên bố như ngư dân không phải là tội phạm.

## Hợp tác phát triển
trong SLINEX 2013]]

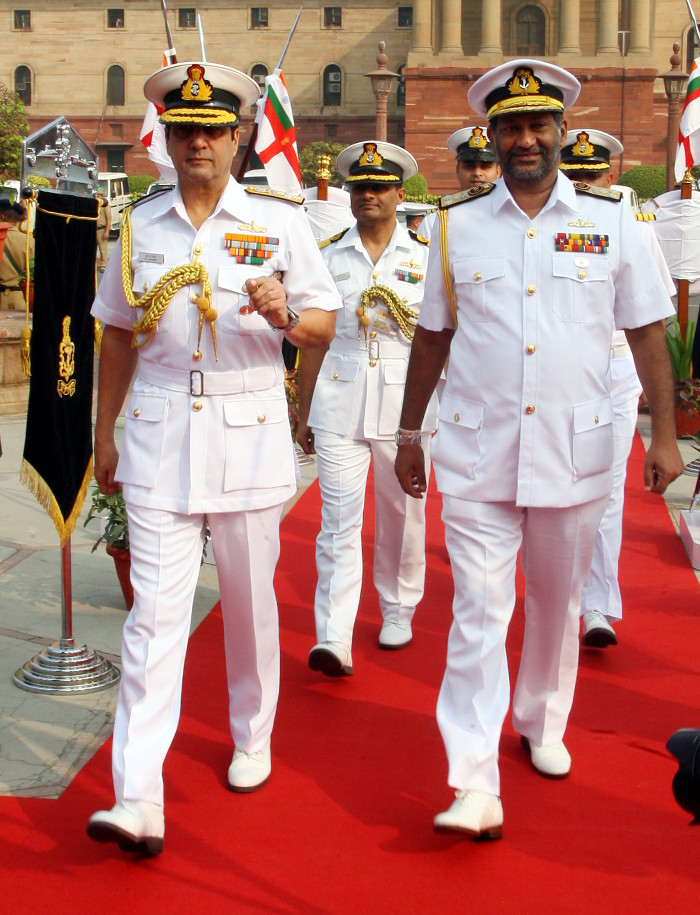
Phó Đô đốc Jayantha Perera, Tư lệnh Hải quân Sri Lanka, được chỉ huy bởi Tham mưu trưởng Hải quân Đô đốc RK Dhowan tại South Block, New Delhi

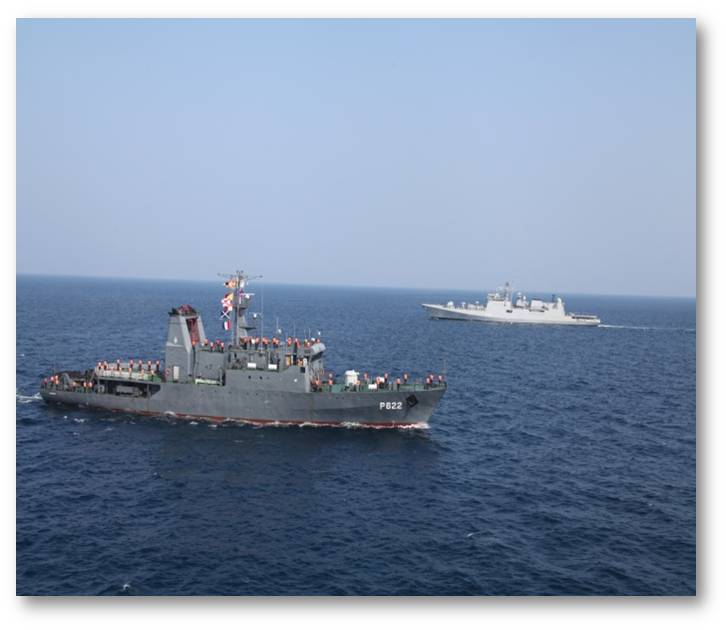
INS Talwar và SLNS Sagara during SLINEX 2013

Ấn Độ đang hoạt động trong một số lĩnh vực hoạt động phát triển ở Sri Lanka. Khoảng một phần sáu tổng số tín dụng phát triển do Ấn Độ cấp được cung cấp cho Sri Lanka.
Trong ba dòng tín dụng vừa qua đã được mở rộng đến Sri Lanka: 100 triệu USD cho hàng hóa, hàng tiêu dùng, dịch vụ tư vấn và thực phẩm, 31 triệu USD để cung cấp 300.000 tấn lúa mì và 150 triệu USD để mua sản phẩm dầu mỏ. Tất cả các dòng tín dụng đã được sử dụng đầy đủ. Một khoản tín dụng trị giá 100 triệu USD hiện đang được thực hiện để phục hồi đường sắt Colombo-Matara.
Một số dự án phát triển được thực hiện dưới sự trợ giúp của Quỹ Sri Lanka. Trong năm 2006-07, ngân sách viện trợ cho Sri Lanka là 28,2 Crs.
Bản ghi nhớ về hợp tác trong các dự án phát triển nhỏ đã được ký kết. Các dự án cung cấp thiết bị đánh cá cho ngư dân ở phía Đông Sri Lanka và giáo dục máy tính hỗ trợ năng lượng mặt trời tại 25 trường nông thôn ở miền Đông Sri Lanka đang được xem xét.
Ấn Độ đã cung cấp thiết bị y tế cho các bệnh viện tại Hambantota và Point Pedro, cung cấp 4 xe cứu thương hiện đại cho tỉnh miền Trung, triển khai chương trình phẫu thuật mắt đục thủy tinh thể cho 1500 người ở tỉnh miền Trung và thực hiện dự án cải tạo OT tại Bệnh viện Dickoya và cung cấp thiết bị cho nó.
Các dự án đang được xem xét là sự hướng dẫn của một bệnh viện 150 giường tại Dickoya, nâng cấp bệnh viện tại Trincomalee và một khoản trợ cấp 7,5 triệu đô la Mỹ để thành lập một bệnh viện ung thư ở Colombo. Ấn Độ cũng đóng góp cho Quỹ Công tác Giáo dục Công nhân Ceylon trao học bổng cho trẻ em của công nhân bất động sản.
Một chương trình đào tạo cho 465 sĩ quan cảnh sát Sri Lanka đã được bắt đầu vào tháng 12 năm 2005. 400 nhân viên cảnh sát Sri Lanka khác đang được huấn luyện cho quá trình duy trì trật tự công cộng.
Chính phủ Ấn Độ cũng tỏ ra quan tâm đến việc hợp tác với các đối tác Sri Lanka của họ để xây dựng du lịch giữa hai nước dựa trên di sản tôn giáo được chia sẻ. Madhya Pradesh CM Shivraj Chauhan vào tháng 6 năm 2013 cho biết ông đã làm việc với chính quyền Sri Lanka để xây dựng một ngôi đền dành riêng cho vị thần Hindu Sita ở Nuwara Eliya.

## Văn hóa
Hai nước chia sẻ mối quan hệ chủng tộc và văn hóa gần giống nhau.

## Tội phạm
Ấn Độ và Sri Lanka đã ký một thỏa thuận cho phép chuyển tội phạm đang thụ án tù ở quốc gia khác để được hồi hương để phục vụ cho sự cân bằng trong bản án của họ ở quê nhà. Những người bị kết án từ Kerala và Tamil Nadu đã được chuyển theo thỏa thuận từ Sri Lanka sang Ấn Độ. Có những lĩnh vực hợp tác, nơi mọi người liên lạc với mọi người được tập trung. Sri Lanka và Ấn Độ cũng có quan hệ thân thiện thông qua hỗ trợ của mọi người. Người ta thấy rằng A. T. Ariyaratne ở Sri Lanka đã giúp truyền bá các hoạt động phi bạo lực và phục vụ cộng đồng theo triết lý của Gandhi.

## Căng thẳng

### Bị can thiệp RAW
Năm 2015, Chính phủ Sri Lanka đã trục xuất đại lý RAW của đất nước đóng vai trò đoàn kết phe đối lập cho cuộc bầu cử tổng thống năm 2015. Vào tháng 10 năm 2018, Tổng thống Sirisena đã cáo buộc rằng RAW Ấn Độ đang âm mưu ám sát ông. Ông đã đưa ra nhận xét này trong cuộc họp nội các, sau khi CID của Cảnh sát Sri Lanka bắt giữ một công dân Ấn Độ vào tháng 9 vì cáo buộc ám sát Sirisena và cựu Bộ trưởng Quốc phòng Gototti Rajapaksa.
Sau bình luận của Tổng thống Sirisena về vấn đề này, giới truyền thông đưa tin rằng Cao ủy Ấn Độ đã gặp Tổng thống và Thủ tướng Ấn Độ Narendra Modi đã có cuộc trò chuyện qua điện thoại với tổng thống.

### Quan hệ với Trung Quốc
Trong những năm gần đây, Sri Lanka đã tiến gần hơn đến Trung Quốc, đặc biệt là về các thỏa thuận hải quân. Ấn Độ và Sri Lanka vào tháng 2 năm 2015 đã ký một thỏa thuận năng lượng hạt nhân để cải thiện mối quan hệ. Thủ tướng Ấn Độ được bầu gần đây Narendra Modi trong cuộc gặp với Tổng thống Sri Lanka được bầu gần đây Maithripala Sirisena tuyên bố rằng: "Ấn Độ là hàng xóm và người bạn thân nhất của Sri Lanka. Số phận của chúng tôi được liên kết với nhau."

## Đại sứ quán, lãnh sự quán
- Tại Ấn Độ:
- New Delhi (Đại sứ quán)
- Chennai (Lãnh sự quán)
- Kolkata (Lãnh sự quán)
- Mumbai (Lãnh sự quán)
- Thiruvananthapuram (Lãnh sự quán)

- Tại Sri Lanka:
- Colombo (Đại sứ quán)
- Hambantota (Lãnh sự quán)
- Jaffna (Lãnh sự quán)
- Kandy (Lãnh sự quán)